# 任延
任延（5年—67年），字长孙，南阳郡宛县（今河南省南阳市）人，东汉官员。

## 生平
任延十二岁时，为太学生，在长安学习，精通《诗经》、《易经》、《春秋经》，名显太学，在太学号称“任圣童”。兵荒马乱，避难陇西。当时隗嚣占据四郡之地，遣使请任延出仕，任延没有应征。
更始元年（23年），以任延为大司马属，拜会稽郡都尉。时年十九岁，迎官惊其年轻。及到，他静泊无为，去祭祀延陵季子。当时天下新定，道路不通，避乱江南的人都没有回中原，会稽颇称多士。任延聘请董子仪、严子陵等人，待以师友之礼。属吏贫穷的，分给奉禄赈给。裁减士卒，令他们耕作公田，慰问当地孝子。
建武初年，任延上书请求退休，汉光武帝任命他为为九真郡太守。妻儿留在洛阳。任延在郡铸作农具，推广牛耕及中原婚嫁礼制，深受边远地区人民拥戴。骆越之民不识父子之性，夫妇之道。使男子年龄二十至五十，女子年龄年十五至四十，按年龄婚配。当地人给儿子起名为“任”，纪念任延。
任延为官四年，回到洛阳，因病耽搁行程，贬任睢阳令，九真吏民生他为立祠。转任武威郡太守，汉光武帝让他善事上官。任延说忠臣不私，私臣不忠。履正奉公是臣子之节。善事上官，不敢奉诏。”汉光武帝同意了他的话。到了武威，将兵长史田绀的子弟宾客为地方一害。任延抓起来田绀，杀死父子宾客五六人。田绀小儿子田尚率领数百人，自称将军，被任延打败。
任延积极防备匈奴、羌人。河西少雨，他设置水官，修理沟渠，加强教育，开设学校，令掾史子孙皆入学，章句既通，则授以显官要职。武威郡有了儒雅之士。因为擅杀羌人，贬官召陵令。汉明帝即位，为颍川郡太守。永平二年（59年），征他到辟雍，以他为河内郡太守。为官九年，病卒。少子任恺，官至太常。

## 延伸阅读
[在维基数据编辑]
 《後漢書/卷76》，出自范晔《後漢書》
 《東觀漢記》